# Пропорция (математика)
Пропо́рция (лат. proportio «соразмерность, выравненность частей; определённое соотношение частей между собой») — равенство отношений двух [и более] пар чисел {\displaystyle a,b} и {\displaystyle c,d}, т. е. равенство вида {\displaystyle a:b=c:d}, или, в других обозначениях, равенство {\displaystyle \ {\frac {a}{b}}={\frac {c}{d}}}
(часто читается как: «{\displaystyle a} относится к {\displaystyle b} так же, как {\displaystyle c} относится к {\displaystyle d}»). В этом случае {\displaystyle a} и {\displaystyle d} называют крайними, {\displaystyle b} и {\displaystyle c} — средними членами пропорции. Такую пропорцию ещё называют геометрической (кратной), чтобы не путать с арифметической (разностной) и гармонической пропорциями.

## Основные свойства пропорций
- Обращение пропорции. Если {\displaystyle \ {\frac {a}{b}}={\frac {c}{d}}}, то {\displaystyle \ {\frac {b}{a}}={\frac {d}{c}}}
- Перемножение крайних членов пропорции со средними (крест-накрест). Если {\displaystyle \ {\frac {a}{b}}={\frac {c}{d}}}, то {\displaystyle \ ad=bc}. Иными словами, произведение крайних членов равно произведению средних. Это свойство называется основным свойством пропорции.
- Перестановка средних и крайних членов. Если {\displaystyle \ {\frac {a}{b}}={\frac {c}{d}}}, то

{\displaystyle \ {\frac {a}{c}}={\frac {b}{d}}} (перестановка средних членов пропорции),
{\displaystyle \ {\frac {d}{b}}={\frac {c}{a}}} (перестановка крайних членов пропорции).
- Увеличение и уменьшение пропорции. Если {\displaystyle \ {\frac {a}{b}}={\frac {c}{d}}}, то

{\displaystyle \ {\dfrac {a+b}{b}}={\dfrac {c+d}{d}}} (увеличение пропорции),
{\displaystyle \ {\dfrac {a-b}{b}}={\dfrac {c-d}{d}}} (уменьшение пропорции).
- Составление пропорции сложением и вычитанием. Если {\displaystyle \ {\frac {a}{b}}={\frac {c}{d}}}, то

{\displaystyle \ {\dfrac {a+c}{b+d}}={\frac {a}{b}}={\frac {c}{d}}} (составление пропорции сложением),
{\displaystyle \ {\dfrac {a-c}{b-d}}={\frac {a}{b}}={\frac {c}{d}}} (составление пропорции вычитанием).
Докажем для сложения. Выразим {\displaystyle c} через остальные члены пропорции: {\displaystyle c={\frac {ad}{b}}}. Тогда:
{\displaystyle {\frac {a+c}{b+d}}={\frac {a+ad/b}{b+d}}={\frac {(ab+ad)/b}{b+d}}={\frac {a(b+d)}{b(b+d)}}={\frac {a}{b}}.}
Для вычитания доказательство аналогично. ■

## История
Первое известное определение равных пропорций было дано как равенство последовательных вычитаний, современным языком это можно выразить как равенство цепных дробей для отношений величин.
Позже Евдокс Книдский упростил определение, равенство пропорций {\displaystyle a:b=c:d} им определялось как одновременное выполнение одной из трёх пар соотношений
- {\displaystyle m\cdot a>n\cdot b} и {\displaystyle m\cdot c>n\cdot d},
- {\displaystyle m\cdot a=n\cdot b} и {\displaystyle m\cdot c=n\cdot d},
- {\displaystyle m\cdot a<n\cdot b} и {\displaystyle m\cdot c<n\cdot d}

для любой пары натуральных чисел {\displaystyle m} и {\displaystyle n}.
Это определение даётся в «Началах» Евклида.
С появлением вещественных чисел отпала необходимость в специальной теории пропорций, древние математики не рассматривали пропорции длины как числа.
Определение Евдокса, данное в несколько более абстрактном виде, использовалось далее при определении вещественных чисел Дедекиндом через сечения.

## Связанные определения

### Арифметическая пропорция
Равенство двух разностей {\displaystyle a-b=c-d} иногда называют арифметической пропорцией.

### Гармоническая пропорция
Если у геометрической пропорции средние члены равны, а последний является разницей между первым и средним, такая пропорция называется гармонической: {\displaystyle a:b=b:(a-b)}. В этом случае, разложение {\displaystyle a} на сумму двух слагаемых {\displaystyle b} и {\displaystyle a-b} называется гармоническим делением или золотым сечением.

## Задачи на тройное правило
В содержание задачи на простое тройное правило входят две величины, связанные пропорциональной зависимостью, при этом даются два значения одной величины и одно из соответствующих значений другой величины, требуется же найти её второе значение.
Задачами на сложное тройное правило называют задачи, в которых по ряду нескольких (более двух) пропорциональных величин требуется найти значение одной из них, соответствующее другому ряду данных значений величин.